# Bariisle
Bariisle (ook: Barisle of Barirle) is een gehucht in noordwest-Somalië, gelegen in het District Zeila in de regio Awdal in Somaliland (een internationaal niet erkende staat die zich in 1991 van Somalië afscheidde). Bariisle ligt in  een kustvlakte bij een gelijknamige bron langs een eveneens gelijknamige wadi die ca. 4 kilometer ten noorden van het dorp uitmondt in de Golf van Aden. Bariisle bestaat uit twee groepjes met huisjes/hutjes die aan weerszijden van de wadi liggen, ca. 3 km uit elkaar. Het achterland is een vrijwel onbewoonde woestijn waar nomaden rondtrekken met vee, de zgn. ‘Banka Geeriyaad’ (vlakte des doods).
Het district Zeila heeft nauwelijks een wegennet, doch slechts een paar ruwe zandpaden die alleen voor auto's met vierwielaandrijving begaanbaar zijn. Vanaf het districtshoofdstadje Zeila leidt zo'n 'weg' via Tokhoshi en Bariisle naar het westen naar Lawyacado aan de grens met Djibouti. Vanwege deze slechte verbindingen maar ook vanwege clan-verwantschappen is de economie van dit gebied meer verweven met die van Djibouti dan met de rest van Somalië of Somaliland. Bariisle ligt op slechts ca. 5 km van de grens met Djibouti. 

## Klimaat
Bariisle heeft een woestijnklimaat. De gemiddelde jaartemperatuur is 30,0 °C. Juli is de warmste maand, gemiddeld 36,0 °C; januari is het koelste, gemiddeld 25,5 °C. De jaarlijkse regenval bedraagt ca. 99 mm (ter vergelijking: in Nederland ca. 800 mm). Er is eigenlijk geen echte droge of regentijd; er valt het hele jaar gemiddeld minder dan een centimeter regen/maand.